# Абу Мусаб ал-Заркауи
Абу Мусаб ал-Заркауи (на арабски: أبومصعب الزرقاوي; 20 октомври 1966 – 7 юни 2006) ръководи Ал-Каида в Ирак до смъртта си през юни 2006.
Зеркауи поема отговорността за многобройни актове на тероризъм в Ирак и Йордания, в т.ч. самоубийствени бомбени атентати и убийства на войници, полицаи и цивилни граждани. Той е възпитан и следва ислямистката идеология и е последовател на движението Салфари.
Заркауи се противопоставя на присъствието на американски и западни военни части в ислямския свят, както и на западната подкрепа за съществуване на Израел. През септември 2005 г. той обявява война на шиитските мюсюлмани в Ирак и се смята за отговорен за многобройни самоубийствени атентати на Ал-Кайда в цял Ирак, особено в зоните с голямо шиитско население.

## Биография
Смята се, че истинското име на ал-Заркауи е Ахмед Фадийл ал-Назал ал-Халайле (на арабски: أحمد فضيل النزال الخلايله. „Абу Мусаб“ се превежда като „бащата на Бусаб“, докато фамилията му, „ал-Заркауи“ се превежда като „човек от Зарка“.
Заркауи е роден в йорданския град Зарка, разположен на около 21 километра на североизток от столицата Аман. Той произлиза от местно бедно йорданско семейство (ал-Халайле от племето Бени Хасан) и израства в град Зарка. Напуска училище на 17-годишна възраст. Според йордански източници Заркауи е лежал за кратко в затвора през 1980-те години за притежание на наркотици и сексуално насилие.
През 1989 г. Заркауи пътува до Афганистан, за да се присъедини към въстанието срещу Съветската инвазия, но по време на неговото пристигане, руските войски вече се оттеглят. Предполага се, че по това време се среща и сприятелява с Осама бин Ладен. Вместо да вземе участие в бойните действия, той става репортер на ислямистки вестник. Има сведения, че през на 1990-те Заркауи пътува до Европа и основава военизираната организация ал-Таухид, която си поставя за цел да наложи ислямистки режим в Йордания. Заркауи е арестуван в Йордания през 1992 и прекарва пет години в йордански затвор за конспирации, целящи отхвърлянето на монархията и налагане на ислямистки халифат. Арестуван е за притежаване на експлозиви. Докато е в затвора се опитва да настрои съкилийниците си да се присъединят към опитите му да свали управниците на Йордания. В затвора се запознава и сприятелява с йорданския журналист Фуад Хюсеин, който публикува през 2005 книга за Заркауи и за плановете на Ал-Кайда.
След освобождаването му от затвора през 1999 г. Заркауи се опитва да взриви хотел Radisson SAS в Аман, където са били отседнали много израелски и американски туристи. След това напуска Йордания и отива в Пешавар, Пакистан, близо до афганистанската граница. В Афганистан Заркауи създава военен лагер близо до Херат, близо до иранската граница. Лагерът се специализира в отрови и експлозиви. Според йорданските власти и съдебните признания на последователи на Заркауи в Германия, Заркауи се среща с Осама бин Ладен и други водачи на Ал-Кайда в Кандахар и Кабул след като пътува до Афганистан. От тях той иска подкрепа и пари за лагера в Херат.
Има твърдения, че Заркауи сформира групировката Джънд ал-Шам (Jund al-Sham) през 1999 с начален капитал от 200 000 щатски долара от Осама бин Ладен. Първоначално тя се състои от 150 души. В групата са внедрени членове на йорданските власти и тя се разпада преди началото на операция „Трайна свобода“. Въпреки това, през март 2005 г., групировка със същото име поема отговорността за избухнала бомба в Доха, Катар. През 2001 г. Заркауи е арестуван в Йордания, но е освободен скоро след това. По-късно е осъден задочно на смърт за атаката на хотел Radisson SAS.
След атентатите от 11 септември Заркауи отново пътува до Афганистан и се присъединява към бойците на талибаните и Ал-Кайда, които се противопоставят на ръководената от САЩ инвазия. Премества се в Иран за да реорганизира ал-Таухид, бившата му военизирана организация. Предполага се, че след това Заркауи пътува до Ирак за да лекува ранения си крак в болницата на Удай Хюсеин. През лятото на 2002 Заркауи се установява в северен Ирак, където се присъединява към ислямистката групировка Ансар ал-Ислям, която се бори срещу кюрдските националистки сили в региона. Предполага се, че става водач на тази групировка.
Смята се, че Заркауи е имал 2 жени. Първата му жена, Ум Мохамед, е йорданка на около 40 години, когато Заркауи умира през юни 2006. Тя живее в Зарка, Йордания заедно с четирите им деца, в т.ч. и 7-годишния им син Мусаб. Съветвала Заркауи временно да напусне Ирак и да дава заповедите от чужбина. Втората жена на Заркауи, Исра, е била на 14 години, когато той се жени за нея. Тя е дъщеря на Ясин Джарад, палестински ислямист, обвинен в убийството на аятолах Мохамед Бакир ал-Хаким, иракски шиитски лидер, през 2003 г. Исра ражда на дете на Заркауи, докато е на 15 години. Тя и детето им Абдул Рахман са убити заедно със Заркауи при американската бомбардировка. Убито е и неизвестно 5-годишно момиче.
Заркауи е най-издирваният човек в Йордания и Ирак. Той е участвал в подготовката на многобройни атаки срещу иракски, йордански и американски цели. Щатското правителство предлага награда в размер на 25 милиона щатски долар за всяка информация, която би довела до залавянето на Заркауи; същата награда е предлагана за залавянето на бин Ладен преди март 2004. На 15 октомври 2004 г., Държавния департамент на САЩ добавя Заркауи и групировката Джама'ат ал-Таухид уал-Джихад (Единобожие и джихад) към списъка с чуждестранни терористични организации налага запор върху активите, които групировката може да притежава в САЩ. На 24 февруари 2006 г. ФБР добавя ал-Заркауи в списъка „Търсене на информация – Война с тероризма“. Тогава за първи път Заркауи е добавен в трите списъка с най-издирвани терористи.
На 7 юни 2006 г. Заркауи е убит при американско въздушно нападение на около 2,5 км северно от Хибхиб, близо до град Бакуба в Ирак. Умира от вътрешен кръвоизлив в 7:04/05pm, 50 – 55 минути след въздушното нападение, от наранявания причинени от взрива. По-късните тестове на ФБР потвърждават самоличността на Заркауи. На 15 юни 2006 г. е потвърдено, че Абу Айюб ал-Масри, бунтовник от египетския ислямистки джихад, ще наследи Заркауи като глава на Ал-Каида в Ирак и иракското бунтовничество.

## Терористични атаки

### Извън Ирак
Първият по-голям опит на Заркауи за терористична атака е от 1999 г. след като е освободен от затвора. Той е замесен с опита за взривяване на хотел Radisson SAS в Аман през 1999, тъй като той се посещава от много израелски и американски туристи. Атентатът е неуспешен и Заркауи бяга в Афганистан, а след това влиза в Ирак през Иран след свалянето на талибаните в края на 2001. От Ирак той започва терористична мисия, като започва да наема хора да убият Лорънс Фоли, който е американски дипломат, който работи за американската агенция за международно развитие в Йордания. На 28 октомври 2002 г. Фоли е убит пред дома си в Аман. След разследване на йорданските власти, трима заподозряни признават, че им е било платено и са били въоръжени от Заркауи за да извършат убийството. Американските власти смятат, че планирането и извършването на убийството на Фоли е ръководено от членове на афганския джихад, международното муджихидинско движение и Ал-Каида. На един от лидерите, Салим Са'д Салим Бин-Сууайд, е било платено над 27 858 щатски долара за работата му по планирането на убийства в Йордания на американски, израелски и йордански правителствени лица. Сууайд е арестуван в Йордания за убийството на Фоли. Заркауи отново е осъден задочно в Йордания, този път наказанието е смърт.
Заркауи е обвиняван и за серия бомбени атентати в Казабланка, Мароко през 2003 г. Американските власти смятат, че Заркауи е подготвял войници в използване на отрова (рицин) при потенциални атаки в Европа. Заркауи е обвинен и за планирането на нападение срещу седалище на НАТО през юни 2004. Заподозрени лица, арестувани в Турция, твърдят, че Заркауи ги е изпратил в Истанбул за да организират нападение на седалището на НАТО там на 28 или 29 юни 2004 г. На 26 април 2004 г. йорданските власти обявяват, че са разбили заговор на Ал-Каида за използване на химически оръжия в Аман. Сред набелязаните цели са американското посолство, кабинетът на йорданския министър-председател и др. При серия от акции властите на Йордания успяват да задържат 20 тона химикали, нервно-паралитичен газ и много експлозиви. Задържани са и 3 камиона, екипирани със снегорини, вероятно направени, за да могат да разбиват и преминават през барикади. Йорданската държавна телевизия излъчва видеозапис на четирима мъже, които по всяка вероятност са част от заговора. Единият от заговорниците, Азми Ал-Джайуси, признава, че действа по заповеди на Абу-Мусаб ал-Заркауи.
На 15 февруари 2006 г. йорданският върховен съд осъжда 9 мъже на смърт, в това число и Заркауи, за участието им в заговора. Заркауи е обвинен и за планирането на атаката от мястото си в Ирак. Обвинен е и във финансирането ѝ с около 120 000 щатски долара и изпращането на група йорданци обратно в Йордания за изпълнението на плана. 8 от подсъдимите са обвинени в принадлежността им към преди това неизвестна групировка, „Ката'еб ал-Таухид“ или Батальоните на монотеизма, за която се предполага, че е оглавявана от ал-Заркауи и е свързана с Ал-Каида. Смята се, че Заркауи е отговорен за бомбените атентати в Аман от 2005 година, при които загиват около 70 души в три хотела.